# Бачелет, Мишель
Веро́ника Мише́ль Бачеле́т Хе́рия (исп. Verónica Michelle Bachelet Jeria [beˈɾonika miˈtʃel batʃeˈlet ˈxeɾja]; род. 29 сентября 1951, Сантьяго, Чили) — чилийский государственный, политический и военный деятель, президент Чили c 11 марта 2006 по 11 марта 2010 года и c 11 марта 2014 по 11 марта 2018 года от Социалистической партии Чили. Первая в истории Чили женщина, избранная на пост главы государства. Дипломированный медик-хирург и эпидемиолог, в своё время она также изучала военную стратегию.
На президентских выборах 2005—2006 годов представляла правящую левоцентристскую Коалицию партий за демократию. В первом туре, прошедшем 11 декабря 2005 года, набрала 45,95 % голосов из положенных по Конституции 50 % плюс один голос. Во втором туре, состоявшемся 15 января 2006 года, где ей противостоял кандидат от оппозиционного консервативного блока лидер партии «Национальное обновление», миллиардер Себастьян Пиньера, получила 53,5 % голосов избирателей. Инаугурация Мишель Бачелет состоялась 11 марта 2006 года. Пребывая на посту президента (2006—2010), она обещала придать чилийской экономике социальную ориентированность и сократить огромный разрыв между богатейшими и беднейшими гражданами страны, который является одним из высочайших в мире. В конце её первого президентского срока рейтинг её поддержки достигал рекордных 84 %.
15 декабря 2013 года вновь одержала убедительную победу во втором туре президентских выборов в Чили, получив более 62 % голосов. Инаугурация состоялась 11 марта 2014 года. Бачелет пообещала провести реформу образования, переписать пиночетовскую конституцию и бороться с социальным неравенством. 11 марта 2018 года Мишель Бачелет ушла с должности по истечении президентского срока, президентом вновь стал Себастьян Пиньера.
В августе 2018 года была назначена Генеральной Ассамблеей ООН на пост Верховного комиссара ООН по правам человека.

## Биография

### Молодость

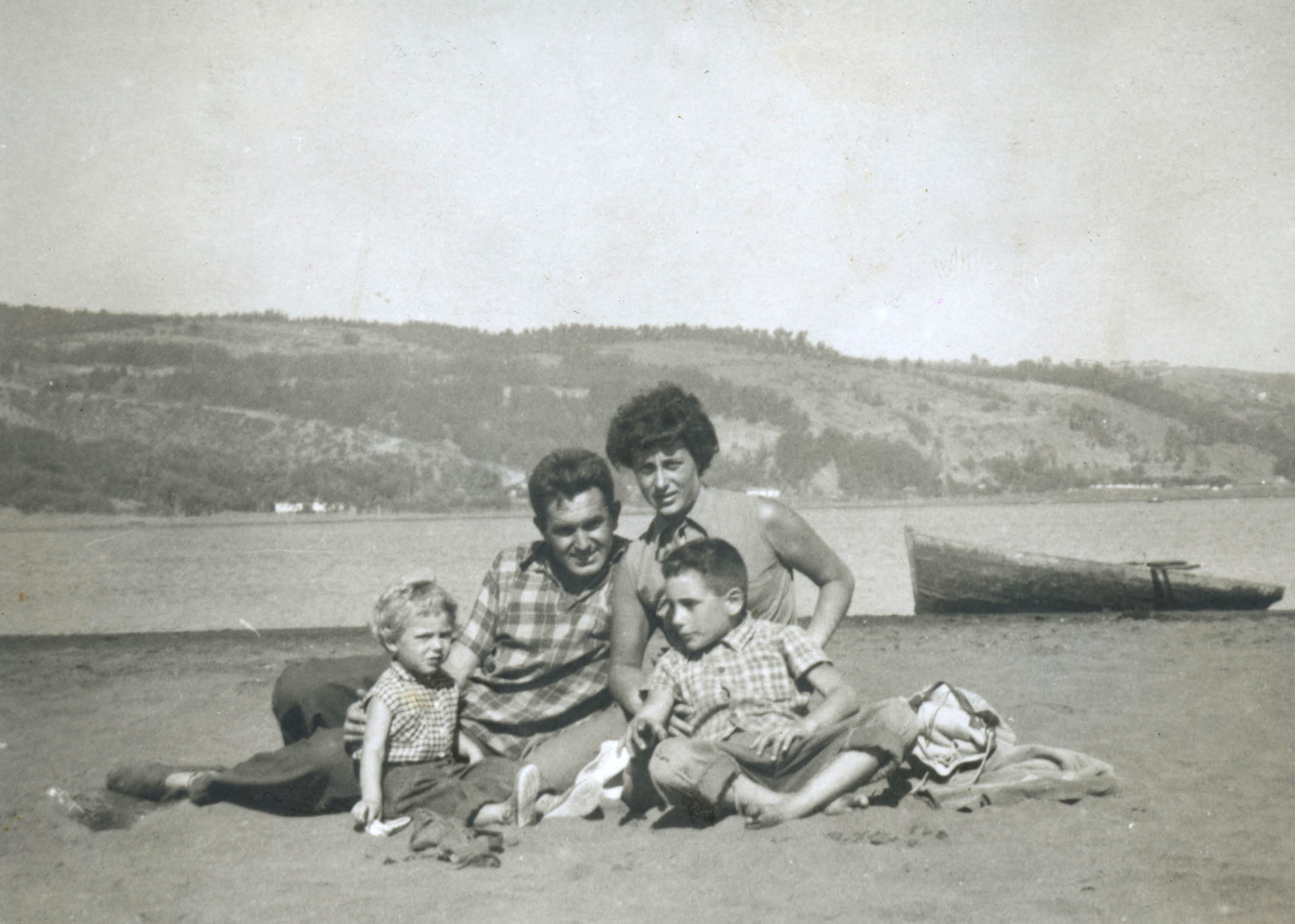
Семья Бачелет с родителями в 1953 году

Мишель Бачелет родилась 29 сентября 1951 года в Сантьяго в семье бригадного генерала ВВС Чили Альберто Бачелета и археолога-антрополога Анхелы Херии и была вторым ребёнком в семье. Предки со стороны отца — французы и швейцарцы, а со стороны матери — баски, греки, англичане и испанцы. В 1962 году она вместе с семьёй выехала в США, где Альберто Бачелет стал военным атташе при чилийском посольстве. Проживая в штате Мэриленд, Бачелет на протяжении двух лет посещала американскую среднюю школу. Возвратившись в Чили, она окончила женский Лицей № 1, в котором была не только одной из самых лучших учениц на параллели, но и старостой класса, участницей школьного хора, школьной команды по волейболу, театрального кружка и музыкальной группы. После окончания школы с отличием Мишель собиралась учиться на социолога, однако под влиянием отца всё же поступила на медицинский факультет Чилийского университета в 1970 году, показав один из высочайших результатов на всю страну. Во время учёбы Бачелет принимала активное участие в общественной жизни университета.

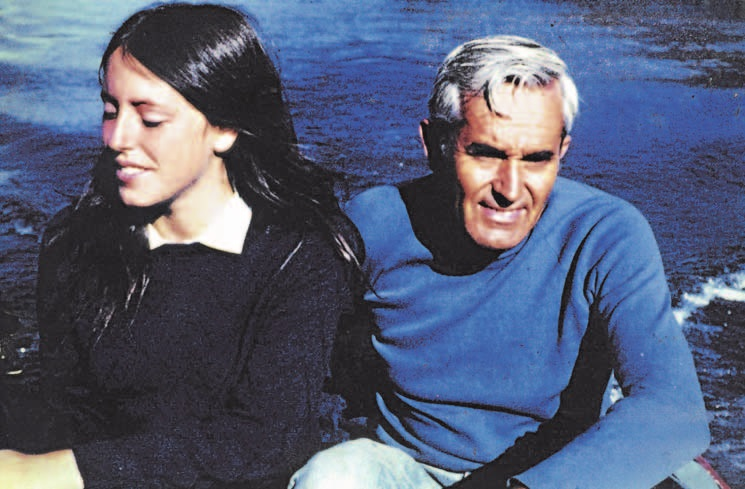
Мишель с отцом — Альберто Бачелетом

При президенте-социалисте Сальвадоре Альенде отец Мишель Бачелет был назначен руководителем комитета по распределению продовольствия. После переворота 11 сентября 1973 года, когда правительство Альенде было свергнуто генералом Аугусто Пиночетом, Альберто Бачелет занял сторону законно избранного президента, вследствие чего, был арестован, подвергнут пыткам и по обвинению в измене родине заключён в тюрьму, обустроенную в стенах военной академии, руководителем которой стал Фернандо Маттеи, работавший с Альберто на одной авиабазе. В детстве Бачелет и Эвелин Маттеи, его дочь, жившие по соседству, зачастую играли вместе. 12 марта 1974 года Альберто Бачелет умер в тюрьме от сердечного приступа. Мишель Бачелет в 1970 году вступила в молодёжную организацию Социалистической партии «Социалистическая молодёжь». Сразу же после переворота она и её мать работали в качестве курьеров для подпольного руководства Социалистической партии, которое пыталось организовать движение сопротивления. Через полгода Мишель Бачелет, учившаяся тогда на медицинском факультете Университета Чили, вместе с матерью была арестована спецслужбами и посажена по личному приказу Пиночета в одну из главных тюрем Чили «Виллу Гримальди». Тюрьма стала центром пыток, и в её стенах бесследно исчезли сотни чилийцев. Мишель и её мать тоже не избежали изощрённых издевательств, но чудом остались живы.
Проведя в тюрьме около года, в 1975 году Бачелет благодаря вмешательству правительства Австралии, где жил её старший брат Альберто, и сослуживцев отца, была выпущена и спустя короткое время уехала из Чили сначала в Австралию, а затем в ГДР, где обучалась немецкому языку в Лейпциге и продолжила медицинское образование в Берлинском университете имени Гумбольдта.
На родину Бачелет вернулась в 1979 году. В 1982 году она, наконец, получила диплом хирурга в Университете Чили (Школа медицины Университета) (позже она также стала дипломированным педиатром, эпидемиологом и организатором здравоохранения), попутно вступив в Социалистическую партию. Первые годы после окончания учёбы Бачелет работала в детской больнице, а затем в ряде неправительственных организаций, помогавших семьям пострадавших от диктатуры Пиночета. С 1995 по 2000 год — член ЦК СПЧ.

### Политическая карьера

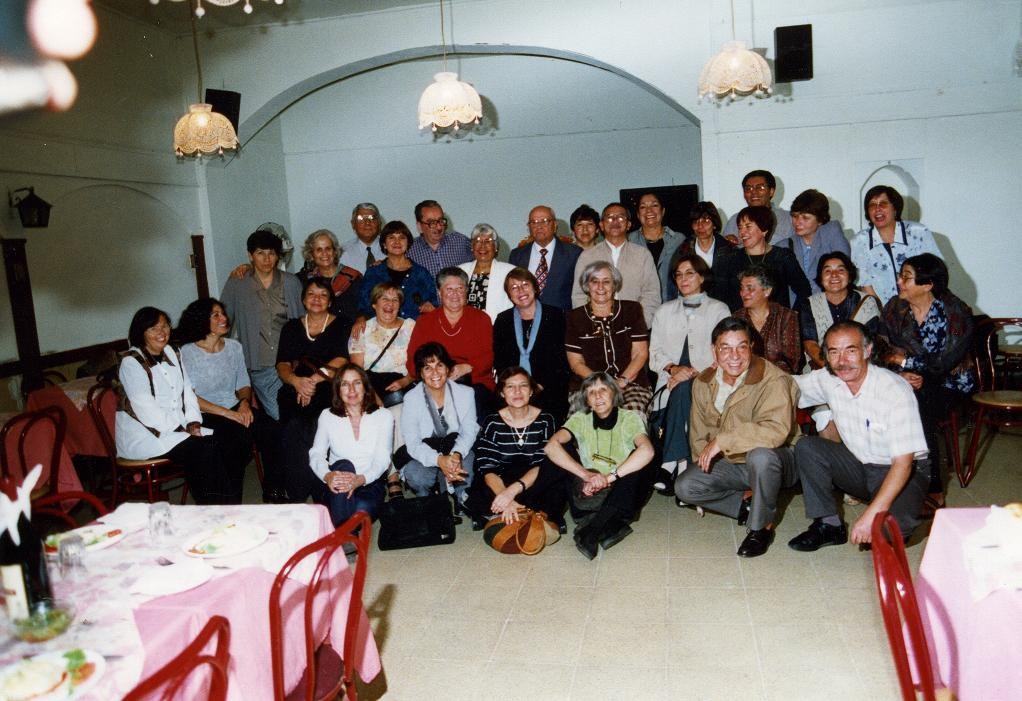
Бачелет на встрече с НПО в 2000 году

После восстановления в стране демократии в 1990 году для Бачелет открываются двери в различные государственные структуры. Бачелет работала консультантом во Всемирной организации здравоохранения, а с 1994 по 1997 год — советником заместителя министра здравоохранения. При президенте Чили Рикардо Лагосе, с 2000 по 2006 год Бачелет была министром здравоохранения страны, а в 2002 году стала первой женщиной министром обороны (до этого она окончила военный колледж в США и военную академию в Чили). Бачелет стала первой женщиной в Латинской Америке, занявшей подобную должность.
В конце 2004 года Мишель Бачелет объявила о намерении баллотироваться на пост президента страны. Её выдвинула правящая в стране с 1990 года Коалиция партий за демократию, куда помимо социалистов входят также Христианско-демократическая партия и социал-демократы. Главной темой своей предвыборной кампании Бачелет сделала социальные вопросы, обещая после прихода к власти провести реформы систем здравоохранения и образования, а также существенно повысить пенсии.

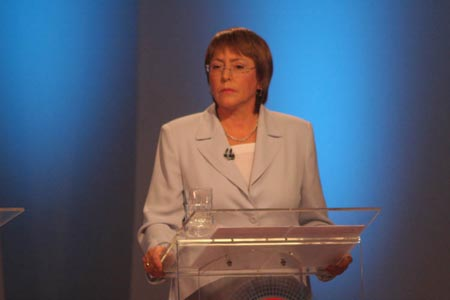
Бачелет на предвыборных телевизионных дебатах в 2005 году

### Президентство. Первый срок
15 января 2006 года Бачелет одержала победу на президентских выборах, став таким образом пятой женщиной-главой государства в Латинской Америке после аргентинского президента Марии Эстелы Мартинес де Перон, Лидии Гейлер Техады (Боливия), никарагуанского президента Виолетты Чаморро и президента Панамы Мирейи Москосо. В первом туре выборов Бачелет, возглавляющая левоцентристскую коалицию с 1990 года, набрала более 45 % голосов, за её соперника — кандидата от правой партии Национальное обновление Себастьяна Пиньеру проголосовали около 23 % избирателей. По итогам завершившегося 15 января второго тура выборов Бачелет набрала уже 53 % голосов. За Пиньеру проголосовало около 47 % избирателей.
31 января 2006 года Бачелет назвала кандидатуры новых членов будущего правительства. Она намерена назначить министрами 10 мужчин и 10 женщин. Во время предвыборной кампании она обещала сделать свой кабинет кабинетом равных возможностей. В частности, женщины возглавят министерства обороны, экономики, планирования, здравоохранения, культуры, а также президентскую администрацию.
Во время её первого президентского срока, несмотря на разразившийся мировой финансовый и экономический кризис 2008—2009 годов, средние темпы роста ВВП Чили составляли 3,2%. Была проведена реформа в сфере социального обеспечения, в частности, были увеличены пенсии, женщинам стали выплачивать пособия на каждого рождённого или усыновленного ребёнка, в целом помощь от государства получили 1 млн граждан (население страны — 17 млн человек). Уровень бедности в стране снизился с 13,7% в 2006 г. до 11,5% в 2009 г. Было создано почти 800 тыс. рабочих мест, приняты 14 новых законов в сфере охраны труда. В 2009 году был создан Национальный институт по правам человека.
При Бачелет поддерживались тесные отношения с Вашингтоном. В 2006—2009 годах были подписаны договоры о свободной торговле с Панамой, Перу, Колумбией, Японией, Австралией и Турцией. В 2010 году страна присоединилась к Организации экономического сотрудничества и развития.
В конце президентского срока деятельность Бачелет одобряли 84% граждан страны (данные центра общественного мнения Adimark; "Адимарк").

#### Протесты школьников
Уже после избрания на пост президента, Бачелет столкнулась с серьёзными проблемами. 27 апреля 2006 года более трёх тысяч учащихся средних школ блокировали центр Сантьяго и потребовали выдачи бесплатных проездных документов и введения бесплатных вступительных экзаменов в вузы. Кроме того, школьники выступили против ежедневных девятичасовых школьных занятий, которые стали основой школьной реформы, проводимой чилийским правительством в последние годы. Полицейские силой разогнали демонстрантов, арестовав 47 человек. 22 мая Мишель Бачелет выступила перед депутатами парламента. В своём обращении к национальному конгрессу глава государства определила приоритеты развития Чили до 2010 года, поставив на первое место пенсионную реформу. Касаясь реформирования образовательной сферы, Бачелет заявила, что государство будет стремиться к предоставлению бесплатного дошкольного, среднего и высшего образования, однако «при этом основной упор надо сделать на материальную и социальную помощь малоимущим семьям». Возможно, что молодёжные выступления были спровоцированы политическими оппонентами Бачелет. Несколько оппозиционных партий Чили поддержали выступления учащихся. 31 мая в общенациональной акции протеста в Сантьяго приняли участие уже 600 тысяч школьников, требовавших увеличения финансирования средних школ, отмены платы за вступительные экзамены в вузы и бесплатного проезда в общественном транспорте. Подростки решили пройти к зданию министерства образования, но были остановлены полицией, а затем демонстранты начали возводить баррикады и забрасывать подразделения МВД камнями. После этого против митингующих были применены гранаты со слезоточивым газом и водомёты, вследствие чего толпа была рассеяна, а 400 человек задержаны полицией. Мишель Бачелет объявила о начале переговоров с митингующими школьниками и пообещала дополнительно выделять ежегодно по 135 миллионов долларов на финансирование образовательных учреждений.

#### Отношения с Россией

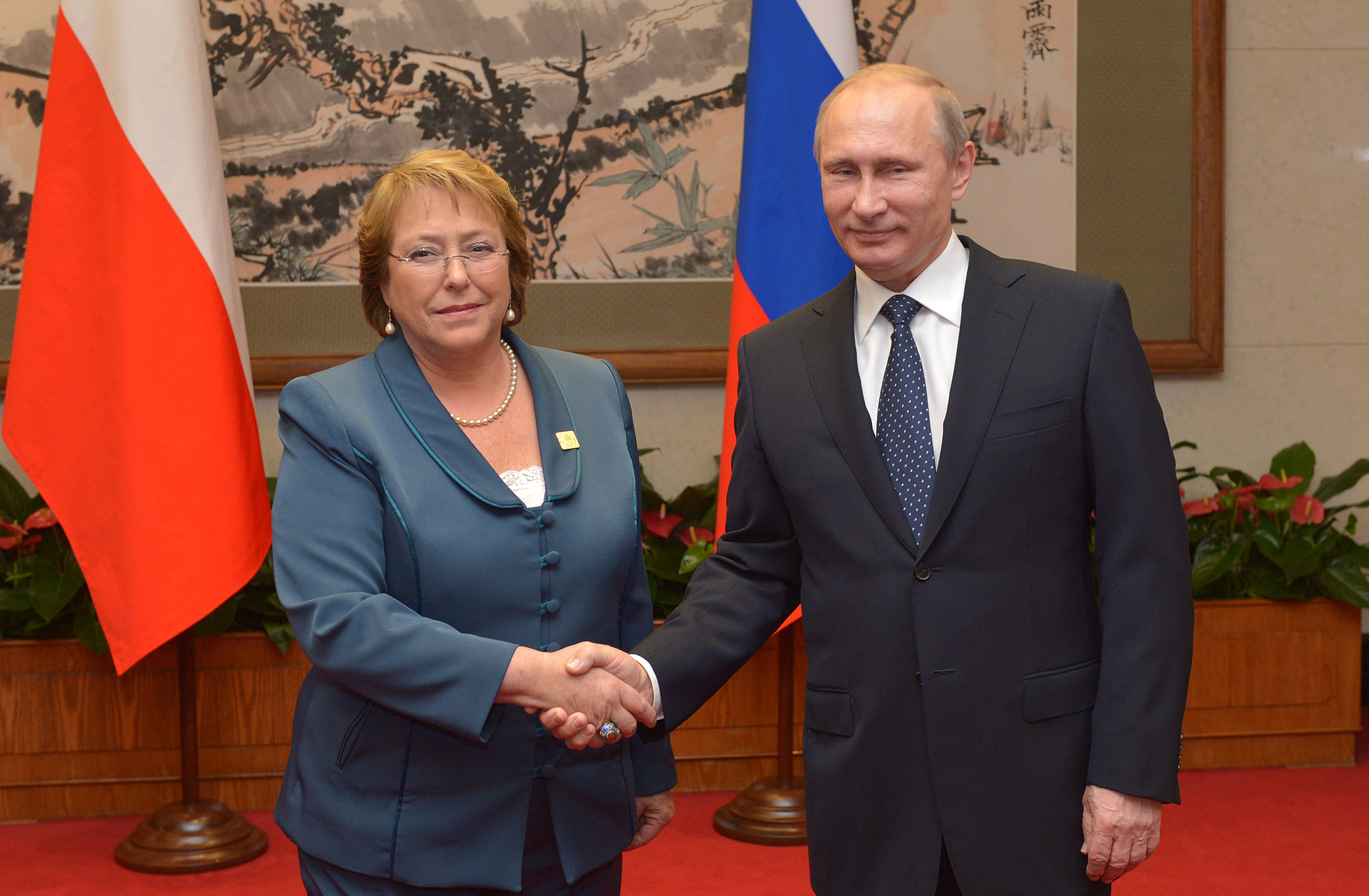
Мишель Бачелет и Владимир Путин. 2014 год

Мишель Бачелет приезжала в Россию в качестве министра обороны, вела переговоры с коллегой Сергеем Ивановым. Она прочитала лекцию в МГИМО, изложила своё видение военно-гражданских отношений.
В 2004 году, во время визита в Сантьяго на саммит АТЭС президента Российской Федерации Владимира Путина, был подписан ряд российско-чилийских соглашений, в том числе в сфере торговли, военно-технического сотрудничества, взаимодействия в исследовании космоса. По мнению Бачелет, тогда между правительствами двух стран «возникло понимание того, как можно продвигать двустороннее сотрудничество в различных областях».
В 2009 году Бачелет снова посетила Россию, когда Путин занимал пост премьер-министра. Во время пребывания в Москве, российская и чилийская сторона подписали многоуровневое соглашение о взаимной отмене виз, а соответствующий договор был подписан 24 сентября 2010 года в Нью-Йорке, в рамках сессий Генеральной Ассамблеи ООН.

### Перерыв. Общественная деятельность

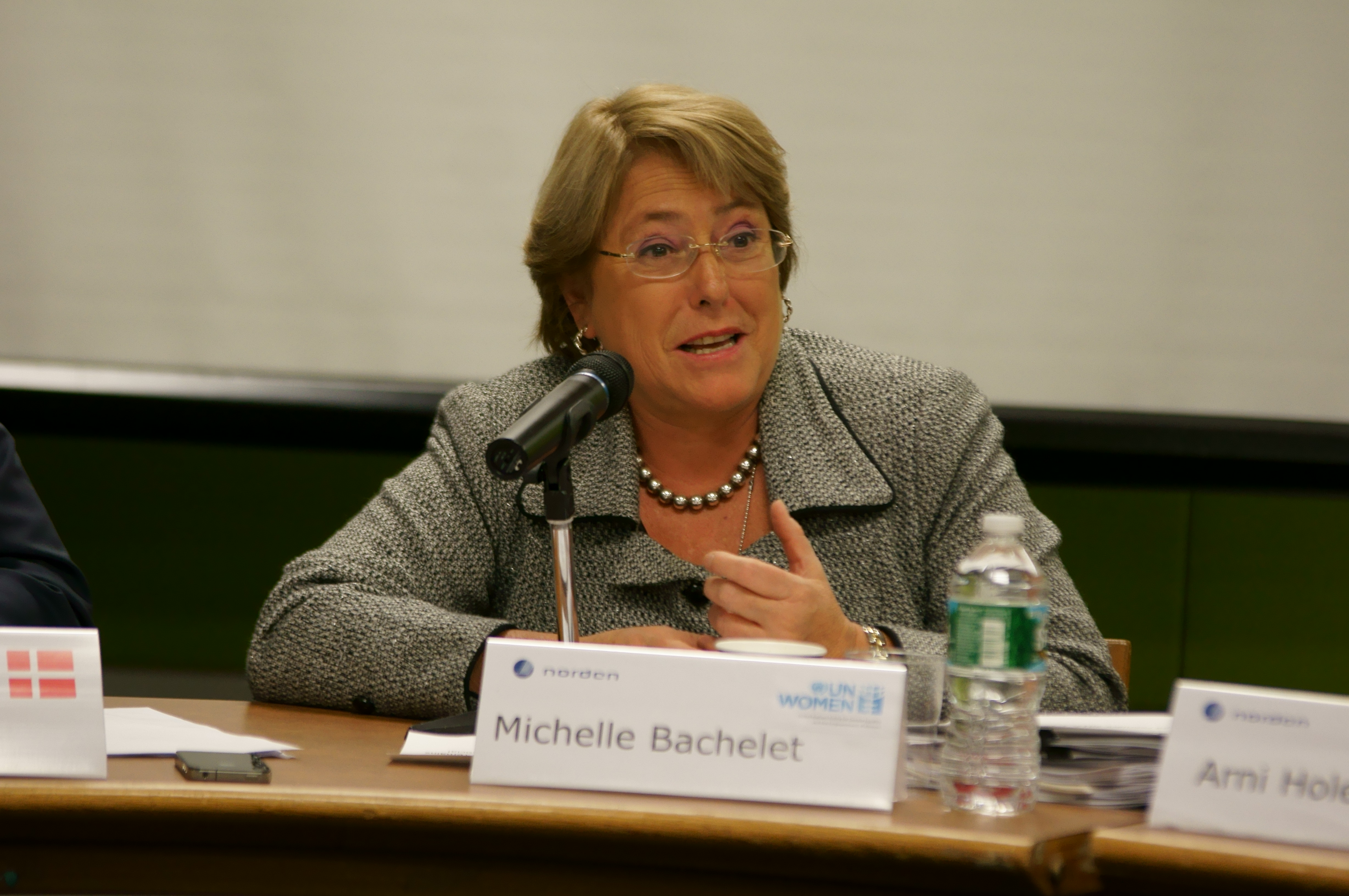
Бачелет на заседании комитета ООН по делам женщин

Мишель Бачелет по конституции не смогла занимать пост два срока подряд, в результате выборов новым президентом стал Себастьян Пиньера.
В 2010 году Мишель Бачелет заняла пост исполнительного директора структуры «ООН-Женщины», одновременно став заместителем генерального секретаря ООН. Именно благодаря Бачелет, 15 марта 2013 года страны-члены ООН, после длительных переговоров сумели согласовать формулировки декларации, призванной защитить женщин от насилия. В результате свои подписи под документом поставили представители всех входящих в организацию 193 государств. Этот документ призвал все страны воздержаться от ссылок на свои традиции, обычаи и религиозные принципы для оправдания насилия над женщинами, при этом подтвердив принцип равноправия полов, введение сексуального воспитания детей в школах, создание системы экстренной помощи жертвам насилия и усиление наказания за убийства на почве гендерных предрассудков. Мишель Бачелет, как глава комитета ООН по делам женщин назвала принятие проекта декларации историческим событием. По её словам, теперь женщины всего мира получат эффективный инструмент для защиты своих прав. С ней согласился и генеральный секретарь ООН Пан Ги Мун, назвавший насилие над женщинами угрозой всему миру.

### Президентство. Второй срок
На президентские выборы 2013 года Мишель Бачелет была выдвинута кандидатом от коалиции «Новое большинство», включающей Социалистическую партию, Партию за демократию, Христианско-демократическую партию, Социал-демократическую радикальную партию, «Широкое общественное движение» и Коммунистическую партию. Во время предвыборной агитации Бачелет пообещала начать свой срок с новых преобразований, отметив:
Сегодня мы начинаем новый этап. Мы делаем это, признавая результаты работы всех предыдущих этапов. У нас здоровая экономика, у нас стабильная демократия, и у нас суверенная общность граждан. Мы должны поставить перед собой ещё более высокие задачи. Страна посмотрела на себя, посмотрела со стороны на свой путь и решила, что пришла пора глубоких изменений.

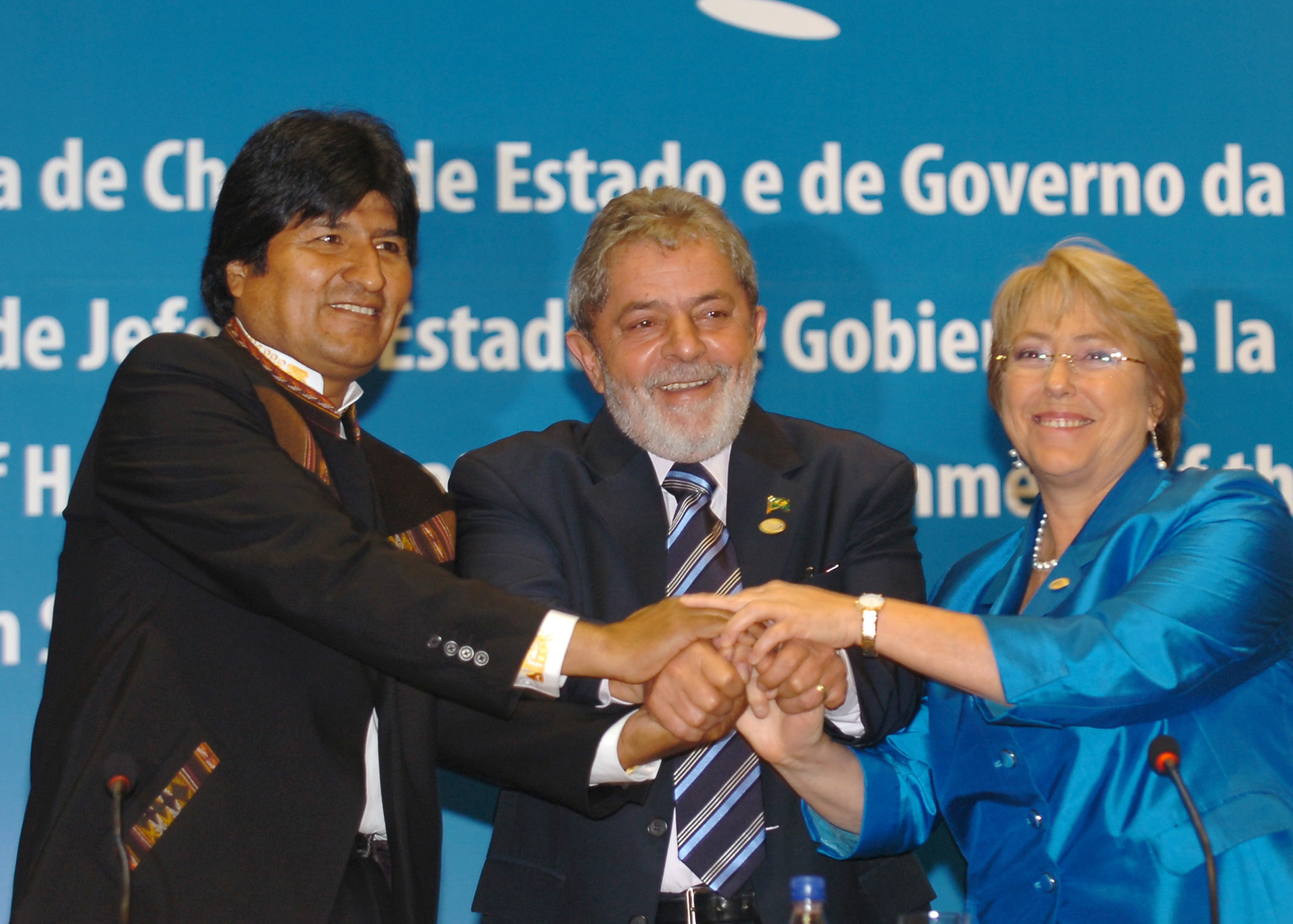
Встреча с Лулой да Сильвой и Ево Моралесом

По результатам первого тура Бачелет получила 46,7 %. Её соперница, бывшая министр труда Эвелин Маттеи от «Альянса за Чили» набрала 25,03 %.
Второй тур президентских выборов в Чили состоялся 15 декабря. Бачелет набрала 62,16 % голосов избирателей, в то время как, Эвелин Матеи — 37,83 %. Одновременно с выборами президента в Чили прошли и парламентские выборы. После окончания голосования, Бачелет сказала своим сторонникам на митинге в Сантьяго, что:
Настал наш момент. Мы нуждаемся, чтобы государство в Чили работало для всех. Будет нелегко, но когда было легко изменять мир вокруг нас? Сегодня никто не может сомневаться, что прибыль не должна быть двигателем образования. Образование не может быть товаром! У нас должна быть новая конституция! Рождённая в демократии, которая гарантирует больше прав, которая гарантирует, что никогда больше в будущем то, что говорит меньшинство, не будет замалчиваться в угоду большинству. Сегодня Чили отдаёт должное своей истории, традиции плюрализма.
Эвелин Маттеи признала своё поражение, отметив «Я желаю Бачелет успехов на посту президента, поскольку те, кто любит Чили, не могут желать обратного». Поздравив Бачелет с победой, Пиньера пожелал ей «самого лучшего на новом посту», сказав во время телефонного разговора, что «несмотря на наши различия, мы все хотим одного — самого лучшего для Чили, самого лучшего для наших детей». Бачелет поздравил с победой и Владимир Путин — «в поздравительной телеграмме глава Российского государства отметил, что убедительная победа на выборах свидетельствует о высоком политическом авторитете Мишель Бачелет и доверии к ней соотечественников, и дал высокую оценку конструктивному и взаимовыгодному характеру дружественных российско-чилийских отношений, выразив надежду на их дальнейшее развитие. Президент России также поздравил Мишель Бачелет с наступающим Рождеством и Новым годом».

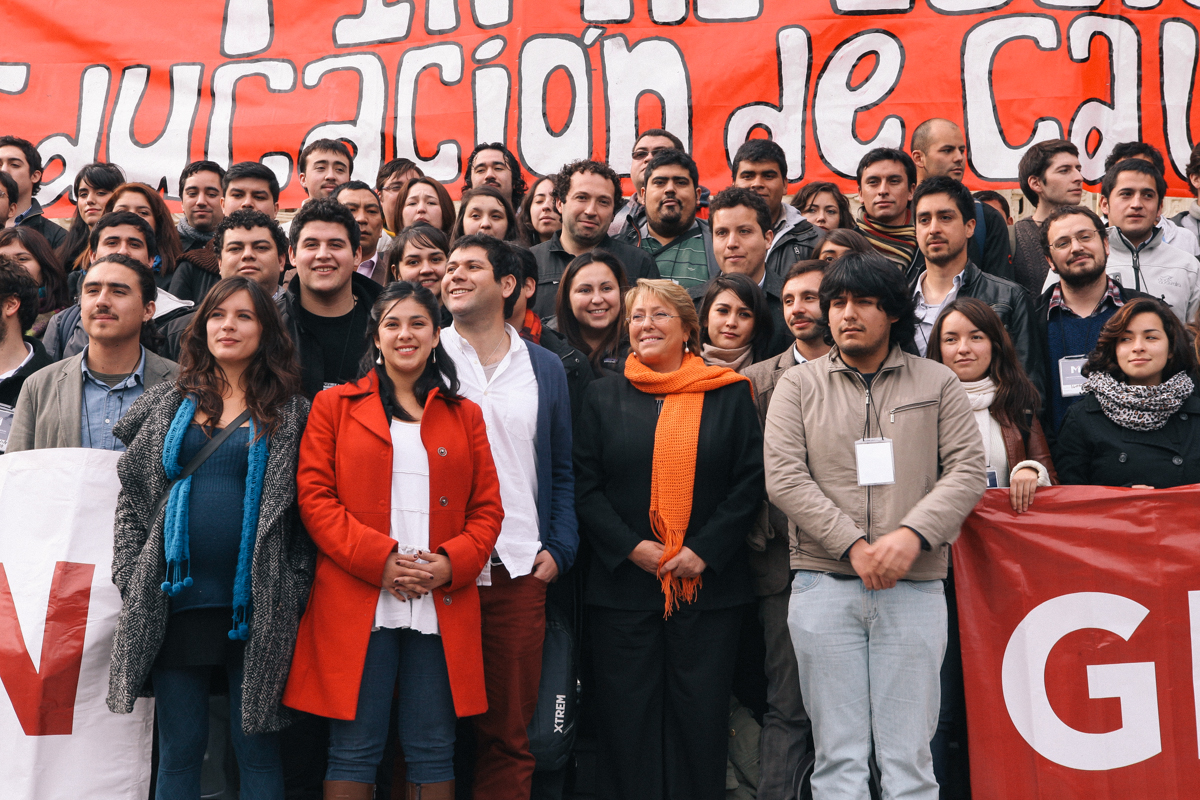
Встреча Мишель Бачелет с лидерами студенчества

11 марта 2014 года в городе Вальпараисо, где находится Конгресс Чили, прошла церемония инаугурации. К присяге, возложив президентскую перевязь, Мишель Бачелет привела новый председатель Сената, избранный несколькими часами ранее — Исабель Альенде, дочь погибшего в результате переворота президента Чили Сальвадора Альенде. На церемонии присутствовали вице-президент США Джо Байден, президенты Аргентины, Бразилии, Боливии, Перу, Уругвая, Парагвая, Мексики, Эквадора. Президент Венесуэлы Николас Мадуро в понедельник отменил визит в Чили, делегацию его страны представляет министр иностранных дел Элиас Хауа. Уходящий президент Себастьян Пиньера заявил, что оставляет пост «с высоко поднятой головой», поскольку передает новому президенту страну, «ставшую лучше за четыре года».
Своей главной задачей Мишель Бачелет считает борьбу с неравенством и обещает глубокие перемены, которые возможны благодаря большинству, полученному её сторонниками в обеих палатах парламента. Она планирует провести реформу образования, сделав его бесплатным и более качественным за счёт увеличения налогов для корпораций.
Я очень хорошо знаю, что может предложить человеку народное образование. И я обещаю, что в Чили у всех будут равные возможности. У Чили есть один большой враг, и это неравенство. Только вместе мы сможем победить его.
Бачелет также намерена приложить усилия для улучшения системы здравоохранения и пенсионного обеспечения, а также переписать конституцию, оставшуюся в наследие ещё от диктатуры Пиночета. Кроме того, она предлагает разрешить аборты по медицинским показаниям и провести открытые дискуссии в обществе относительно однополых браков.
11 марта президент РФ Владимир Путин поздравил Бачелет с вступлением в должность президента. В поздравительном послании Путин отметил дружественный, конструктивный характер отношений, сложившихся между Россией и Чили, позитивную динамику сотрудничества на различных направлениях, подтвердил готовность к дальнейшему расширению политического диалога как на двусторонней основе, так и в различных международных структурах, прежде всего, в рамках ООН и в АТЭС, что будет способствовать решению многих актуальных вопросов региональной и глобальной повестки дня. В сообщении также говорится, что "кроме того, президент России выразил надежду на активное развитие российско-чилийских торгово-экономических связей, реализацию взаимовыгодных проектов в энергетической, нефтегазовой, горнодобывающей, авиапромышленной и других областях.
В сформированное Бачелет правительство вошли 6 членов Партии за демократию, 5 социалистов, 5 христианских демократов, 2 социал-демократа, 1 коммунист, 1 член «Широкого общественного движения», 1 член Левой гражданской партии, 2 беспартийных.
22 марта несколько десятков тысяч человек приняли участие в марше по улицам Сантьяго, с заявлениями о своих ожиданиях и с требованием решительных действий от Мишель Бачелет. В шествии принимали участие различные социальные группы, начиная от экологов и заканчивая активистами гей-движения, но не было представителей студенческого движения, устроивших массовые протесты в 2011 году.
9 мая прошли первые крупные студенческие протесты с требованием провести реформы в сфере образования после вступления Мишель Бачелет в должность президента. Полиция водомётами разогнала манифестантов, что вылилось в беспорядки.

## Личная жизнь
Она полиглот. Помимо испанского владеет португальским, английским, французским и немецким. Также научилась «немного говорить по-русски», когда жила в Восточной Германии.
Для консервативного чилийского общества Бачелет представляет собой новый тип политического лидера. Она в разводе и у неё трое взрослых детей: Себастьян, Франсиска и София (от двух разных мужчин). В отношении к религии считает себя агностиком.
В феврале 2015 года Себастьян Давалос, сын М. Бачелет, покинул пост главы правительственной благотворительной организации в результате финансового скандала. Компания жены Давалоса получила кредит 10 миллионов долларов, приобрела на них участок земли, который перепродала за 15 миллионов долларов. Кредит был одобрен банком в декабре 2013 года через день после избрания Бачелет президентом. Следствием скандала стало резкое падение рейтинга М. Бачелет.

## Награды
Награды Чили
| Страна | Дата                                                         | Награда                                                           | Награда                                                           | Литеры |
| ------ | ------------------------------------------------------------ | ----------------------------------------------------------------- | ----------------------------------------------------------------- | ------ |
| Чили   | 11 марта 2016 – 11 марта 2010, 11 марта 2014 – 11 марта 2018 | Гроссмейстер и кавалер цепи ордена Заслуг                         | Гроссмейстер и кавалер цепи ордена Заслуг                         |        |
| Чили   | 11 марта 2016 – 11 марта 2010, 11 марта 2014 – 11 марта 2018 | Гроссмейстер и кавалер Большого креста ордена Бернардо О’Хиггинса | Гроссмейстер и кавалер Большого креста ордена Бернардо О’Хиггинса |        |

Награды иностранных государств
| Страна     | Дата вручения     | Награда                                                                                       | Награда                                                                                       | Литеры  |
| ---------- | ----------------- | --------------------------------------------------------------------------------------------- | --------------------------------------------------------------------------------------------- | ------- |
| Уругвай    | 15 марта 2006 —   | Медаль Восточной Республики Уругвай                                                           | Медаль Восточной Республики Уругвай                                                           |         |
| Бразилия   | 12 апреля 2006 —  | Дама цепи ордена Южного Креста                                                                | Дама цепи ордена Южного Креста                                                                |         |
| Франция    | 2 октября 2006 —  | Дама Большого креста ордена Почётного легиона                                                 | Дама Большого креста ордена Почётного легиона                                                 |         |
| Венесуэла  | 2007 —            | Дама цепи ордена Освободителя                                                                 | Дама цепи ордена Освободителя                                                                 |         |
| Мексика    | 2007 —            | Дама цепи ордена Ацтекского орла                                                              | Дама цепи ордена Ацтекского орла                                                              |         |
| Финляндия  | 2007 —            | Дама Большого креста на цепи ордена Белой розы                                                | Дама Большого креста на цепи ордена Белой розы                                                |         |
| Португалия | 7 ноября 2007 —   | Дама Большой цепи ордена Инфанта дона Энрике                                                  | Дама Большой цепи ордена Инфанта дона Энрике                                                  | GColIH  |
| Италия     | 9 октября 2007 —  | Дама Большого креста декорированного лентой ордена «За заслуги перед Итальянской Республикой» | Дама Большого креста декорированного лентой ордена «За заслуги перед Итальянской Республикой» |         |
| Венгрия    | 2008 —            | Дама цепи ордена Заслуг                                                                       | Дама цепи ордена Заслуг                                                                       |         |
| Литва      | 23 июля 2008 —    | Дама цепи ордена Витаутаса Великого                                                           | Дама цепи ордена Витаутаса Великого                                                           |         |
| Нидерланды | 25 мая 2009 —     | Дама Большого креста ордена Нидерландского льва                                               | Дама Большого креста ордена Нидерландского льва                                               |         |
| Португалия | 1 декабря 2009 —  | Дама Большого креста ордена Христа                                                            | Дама Большого креста ордена Христа                                                            | GCC     |
| Малайзия   | 2009 —            | Дама ордена Короны Королевства                                                                | Дама ордена Короны Королевства                                                                | DMN     |
| Испания    | 26 февраля 2010 — | Дама цепи ордена Изабеллы Католической                                                        | Дама цепи ордена Изабеллы Католической                                                        |         |
| Аргентина  | 2010 —            | Дама цепи ордена Освободителя Сан-Мартина                                                     | Дама цепи ордена Освободителя Сан-Мартина                                                     |         |
| Эквадор    | 2010 —            | Дама цепи Национального ордена Сан-Лоренсо                                                    | Дама цепи Национального ордена Сан-Лоренсо                                                    |         |
| Австралия  | 5 октября 2012 —  | Компаньон ордена Австралии                                                                    | Компаньон ордена Австралии                                                                    | AC      |
| Испания    | 24 октября 2014 — | Дама цепи ордена Карлоса III                                                                  | Дама цепи ордена Карлоса III                                                                  |         |
| Швеция     | 10 мая 2016 —     | Дама ордена Серафимов                                                                         | Дама ордена Серафимов                                                                         | LSerafO |
| Португалия | 30 марта 2017 —   | Дама Большой цепи ордена Свободы                                                              | Дама Большой цепи ордена Свободы                                                              | GColL   |